# 岡山大学男声合唱団コール・ロータス
岡山大学男声合唱団コール・ロータス（おかやまだいがく だんせいがっしょうだん コール・ロータス）は、1961年に結成された岡山大学の学生による男声合唱団。岡山県合唱連盟、岡山県学生合唱連盟(OSCA)に加盟。

## 概要
設立時は岡山大学鹿田キャンパス内の医学部生のサークルであったが、その後全学部に解放され、現在は岡山大学津島キャンパス内に存在。国立大学法人岡山大学の津島地区校友会文化会公認サークルである。
結成当初は積極的に全日本合唱コンクールに参加し、1966年には学生の部第3位に輝いた。その後、1975年に岡山大学で吹き荒れた学生運動の中で存亡の危機に陥るが、それを乗り越え、2010年に創立50周年を迎えた。主な活動として、岡山県合唱フェスティバル参加、他団体との合同演奏会、定期演奏会を開催している。
また、OB会合唱団も健在であり、5年毎の記念定期演奏会出演の他、「創立50周年記念演奏会」(2010)、「如法寺改修チャリティコンサート大洲演奏会」(2012)、「フラウエンコール シャルマントゥ 岡山大学男声合唱団コール・ロータスOB会 ジョイントコンサート」(2014)とOB会主体の演奏会も開催されている。
2020年には還暦演奏会と題した記念演奏会を開催する予定だっが、コロナ禍のため中止に至った。
2024年7月21日に「岡山大学男声合唱団コール・ロータス創立６０周年記念演奏会」～武内成禮追悼コンサート～を開催することが決定している。

## 団歌
- Die Wacht am Rhein（エール）
- コール・ロータスの歌（作詞 中山知子、作曲 石丸寛）

## 委嘱作品
- 男声合唱とピアノのための｢五つのモノローグ｣（作詩 谷川俊太郎、作曲 信長貴富）[5]
創立50周年を記念して委嘱された作品。